# Apache OpenOffice
Pour les articles homonymes, voir AOO.
Chronologie des versions
Oracle Open Office (d)
Apache OpenOffice (souvent abrégé en AOO) est un projet de la fondation Apache visant à produire une suite bureautique libre et gratuite. Il s'agit d'un proche cousin du projet LibreOffice, également basé sur OpenOffice.org.
Après le rachat de Sun Microsystems par Oracle Corporation, OpenOffice.org ne connaît qu'une version. Par manque de temps et de moyens à investir dans le projet, Oracle Corporation cède ses droits en faveur d'Apache en 2011.
Depuis 2014 et la publication de la version 4.1, le développement d’Apache OpenOffice stagne et la vie du projet se limite à la correction de bogues et de correctifs mineurs ; la dernière version mineure (4.1.15) est sortie le 22 décembre 2023. Le 17 mai 2021, la fondation annonçait qu’une version majeure 4.2 était prévue, sans toutefois fournir d’échéancier. En janvier 2025 la fondation Apache a classé le logiciel Apache OpenOffice avec le statut "Ambre" en raison de trois failles de sécurité non corrigées depuis plus d'un an.

## Historique

Nombre de téléchargements par semaine d'Apache OpenOffice.

Apache OpenOffice est issu du projet OpenOffice.org lancé par Sun Microsystems puis repris par Oracle Corporation. À la suite de la scission intervenue entre Oracle et la communauté OpenOffice, le projet original s'est alors scindé en deux branches distinctes :
- La branche principale gérée par Oracle qui récupère la marque OpenOffice.org, et diffuse le produit sous le nom d'Oracle OpenOffice
- La branche communautaire, au sein de la fondation The Document Foundation, qui diffuse le logiciel sous le nom de LibreOffice.

Peu après cette scission, Oracle abandonne le projet et cède ses droits, y compris le nom OpenOffice.org, à la fondation Apache. Le projet prend alors le nom Apache OpenOffice et rejoint l'incubateur de projet Apache avant de devenir un projet officiel de la fondation en octobre 2011, un an et demi après la création de LibreOffice.
Le projet reçoit alors le soutien d'IBM qui annonce également son intention de faire don du code de Lotus Symphony. Après la libération du code, une partie a été intégrée dans la version 4 d'Apache OpenOffice et dans LibreOffice.
En 2015, une lettre ouverte sur le blog de Christian Schaller dénonçait la mort cachée d'OpenOffice, que le nombre de téléchargement d'AOO, toujours important, était dû à une méconnaissance des utilisateurs, et demande à Apache de rediriger les gens vers le projet LibreOffice qui serait plus à jour et plus sûr. Apache a alors déclaré être toujours actif sur le projet et ne pas vouloir arrêter malgré l'aveu de difficulté face au manque de développeurs sur ce projet, bien que l'arrêt du projet ait été envisagé.
En janvier 2015, les développeurs signalent un manque de développeurs actifs et de contributions de code. Après plusieurs problèmes de failles de sécurité non corrigées en 2015 et 2016,, le projet commence des discussions en 2016 pour envisager un arrêt de AOO,,,. Des failles de sécurité dans la version 4.1.3, connues depuis janvier 2017, ne sont corrigées qu'en octobre 2017 avec la version 4.1.4.
À la suite du départ de nombreux développeurs vers LibreOffice, le nombre de développeurs Apache OpenOffice est devenu insuffisant et le développement stagne depuis 2014 avec la dernière version majeure, la 4.1, la correction des failles est lente, Apache OpenOffice est considéré comme en fin de vie par la majorité de la communauté, mais Apache se refuse toujours à rediriger les utilisateurs vers le site de LibreOffice.

Chronologie des principaux dérivés de StarOffice et OpenOffice.org. Apache OpenOffice est en bleu ciel.

## Fonctionnalités
Afin d'assurer l'interopérabilité avec les autres suites bureautiques, les documents sont enregistrés sous le format ouvert OpenDocument de l’organisme de normalisation OASIS, puis par l’ISO. L’export en fichier Portable Document Format (PDF) est disponible pour produire des documents à des fins de publication.
Le logiciel permet également l'import des fichiers aux formats Microsoft Office.
Comme le tronc commun dont il est issu, Apache OpenOffice comprend six modules :
- Writer, le traitement de texte ;
- Calc, le tableur ;
- Impress, le module de présentation ;
- Draw, le module de dessin ;
- Base, le module de bases de données ;
- Math, l'éditeur d'équation mathématique.

### Tableau récapitulatif
| Couleur | Description                             |
| ------- | --------------------------------------- |
|         | Anciennes versions ; fin de maintenance |
|         | Version stable maintenue                |
|         | Versions à venir                        |

| Version | Date de lancement | |
| ------- | ----------------- | --- |
| 3.4.0   | 8 mai 2012        | Première version |
| 3.4.1   | 23 août 2012      | Résolution de 69 bogues et traductions en 4 langues                                                                           |
| 4.0.0   | 23 juillet 2013   | Première version de la branche 4.0                                                                                            |
| 4.0.1   | 1er octobre 2013  | Résolution de 82 bogues et traductions en 9 langues                                                                           |
| 4.1.0   | 29 avril 2014     | Première version de la branche 4.1                                                                                            |
| 4.1.1   | 29 août 2014      | Résolution de 89 bogues et traductions en 3 langues                                                                           |
| 4.1.2   | 28 octobre 2015   | Résolution de 38 bogues, |
| 4.1.3   | 12 octobre 2016   | Résolution de CVE-2016-1513                                                                                                   |
| 4.1.4   | 19 octobre 2017   | Diverses corrections de sécurité                                                                                              |
| 4.1.5   | 29 décembre 2017  | Version de maintenance visant à corriger un certain nombre de régressions sur macOS                                           |
| 4.1.6   | 18 septembre 2018 | Version de maintenance essentiellement corrective de bogues                                                                   |
| 4.1.7   | 22 septembre 2019 | Version de maintenance essentiellement corrective de bogues et ajout du support pour AdoptOpenJDK                             |
| 4.1.8   | 10 novembre 2020  | Version de maintenance essentiellement corrective de bogues et de mises à jour de dictionnaires.                              |
| 4.1.9   | 7 février 2021    | Version corrigeant le plantage de l'ouverture des documents OpenXML sur Mac OS Big Sur et mettant à jour des dictionnaires.   |
| 4.1.10  | 4 mai 2021        | Version corrigeant la faille CVE 2021-30245 et mettant à jour les dictionnaires Danois et Anglais.                            |
| 4.1.11  | 6 octobre 2021    | Version corrigeant de multiples bogues et failles (dédiée à la mémoire de Patricia Shanahan)                                  |
| 4.1.12  | 4 mai 2022        | Version revoyant légèrement l'interface utilisateur d'AOO et corrigeant plusieurs bugs (dédiée à la mémoire de Jörg Schmidt). |
| 4.1.13  | 22 juillet 2022   | Version de maintenance essentiellement corrective de bogues                                                                   |
| 4.1.14  | 27 février 2023   | Version de maintenance essentiellement corrective de bogues                                                                   |
| 4.1.15  | 22 décembre 2023  | Version de maintenance essentiellement corrective de bogues                                                                   |
| 4.2.0   | À définir         | Prochaine mise à jour mineure                                                                                                 |

## Fusion avec d'autres suites bureautiques

### IBM Lotus Symphony
Après la cession par IBM à Apache du code source de la suite bureautique IBM Lotus Symphony, il est prévu une fusion des codes sources Symphony avec Apache OpenOffice, ce qui a donné lieu au volet latéral appelé également SideBar.